# Atletisme als Jocs Olímpics d'estiu de 1904 - 60 metres homes

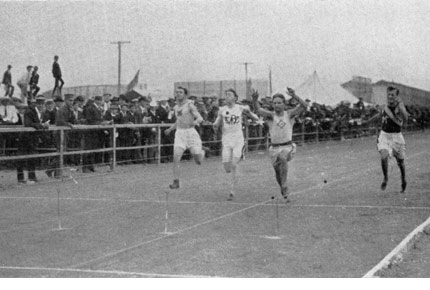
Final dels 60 metres

Els 60 metres masculins fou la cursa d'atletisme més curta de les disputades durant els Jocs Olímpics de Saint Louis de 1904. Aquesta era la segona vegada que es disputava aquesta prova als Jocs Olímpics. Es disputà el 29 d'agost de 1904, prenent-hi part 12 atletes de tres nacions diferents.

## Medallistes
| Or          | Plata            | Bronze      |
| Archie Hahn | William Hogenson | Fay Moulton |

## Rècords
Aquests eren els rècords del món i olímpic (en segons) que hi havia abans de la celebració dels Jocs Olímpics de 1904.
| Rècord del Món | inexistent | inexistent       | inexistent  | inexistent           |
| Rècord Olímpic | 7,0"       | Alvin Kraenzlein | París (FRA) | 15 de juliol de 1900 |

Clyde Blair, William Hogenson, i Archie Hahn igualen el rècord olímpic amb 7,0" segons.

## Resultats

### Sèries
El vencedor de cada sèrie passa a la final, mentre que el segon passa a una sèrie de repesca.
Sèrie 1
| Posició | Atleta         | Temps      |
| ------- | -------------- | ---------- |
| 1       | Clyde Blair    | 7,0"       |
| 2       | Myer Prinstein | desconegut |
| 3-4     | William Hunter | desconegut |
| 3-4     | George Poage   | desconegut |

Sèrie 2
| Posició | Atleta           | Temps      |
| ------- | ---------------- | ---------- |
| 1       | William Hogenson | 7,0 "      |
| 2       | Frank Castleman  | desconegut |

Sèrie 3
| Posició | Atleta           | Temps      |
| ------- | ---------------- | ---------- |
| 1       | Archie Hahn      | 7,2"       |
| 2       | Bobby Kerr       | desconegut |
| 3       | Lawson Robertson | desconegut |
| 4       | Béla Mező        | desconegut |

Sèrie 4
| Posició | Atleta             | Temps      |
| ------- | ------------------ | ---------- |
| 1       | Fay Moulton        | desconegut |
| 2       | Nathaniel Cartmell | desconegut |

### Repesca
Dels quatre atletes de la repesca en passen dos a la final.
| Posició | Atleta             | Temps      |
| ------- | ------------------ | ---------- |
| 1       | Frank Castleman    | 7,2"       |
| 2       | Myer Prinstein     | 7,2"       |
| 3-4     | Nathaniel Cartmell | desconegut |
| 3-4     | Bobby Kerr         | desconegut |

### Final
| Posició | Atleta           | Temps      |
| ------- | ---------------- | ---------- |
| Or      | Archie Hahn      | 7,0"       |
| Plata   | William Hogenson | 7,2"       |
| Bronze  | Fay Moulton      | 7,2"       |
| 4.      | Clyde Blair      | 7,2"       |
| 5.      | Myer Prinstein   | desconegut |
| 6.      | Frank Castleman  | desconegut |